# 丰泽区
丰泽区是福建省泉州市下辖的一个市辖区、豐澤區地處泉州市區中心區域，晉江下游北岸、洛陽江下游南岸。與惠安縣隔洛陽江相望，西與鯉城區、南安市毗鄰，南與晉江市隔晉江相鄰，北與洛江區接壤，東南瀕臨台灣海峽，總面積129.63平方公里，區政府駐豐澤街道津淮街。

## 建制沿革
古属泉州府晋江县。
1951年，析晋江县核心区域设县级泉州市。
1985年，撤销晋江地区，设立地级泉州市，原县级泉州市改设鲤城区。

### 1997年以前
- 1992年9月，市政府将原东海镇（现东海街道），东大路以东、大坪山以西的区域，划为东湖、泉秀、丰泽三个街道办事处，丰泽二字由此出现在泉州的行政区划当中[2]
- 1995年，由城东镇析出华大街道。[3]
- 1996年12月，泉州市行政区划调整专题会议召开。在该会议上，“丰泽”二字被列入“一分为三”区划调整的新设区名备选名单。
- 1996年12月7日，市政协审议《泉州市人民政府关于提请审议鲤城区行政区划的议案》。会上提出的备选新区名有“温陵”、“丰泽”、“东海”、“刺桐”等，争论激烈。
- 1996年12月9日，市政府决定将东大路以东、洛阳江以西的区域，命名为丰泽区。[4]

### 1997年至今
- 1997年6月3日，国务院批准泉州市将鲤城区改设为3个行政区。原东湖、泉秀、丰泽、华大街道，东海、城东、北峰镇，以及清源农场等区域划出鲤城区，成立丰泽区。[5]
- 1997年9月29日，丰泽区人民政府正式挂牌办公。[6]
- 1999年8月，清源农场升格为清源街道办事处[7]。
- 2003年2月20日，东海镇、城东镇、北峰镇改制为东海街道、城东街道、北峰街道办事处[8]
- 2025年1月6日，泉州市人民政府批复丰泽区关于东海、城东街道辖区调整。原大坪、云谷、云山、宝山、法石、后亭、千亿、宝珊花园、海景等社区自东海街道析出，成立临海街道。西福、新前、泉铁社区由城东街道划入华大街道。[9][10]

## 行政区划
丰泽区下辖9个街道：东湖街道、丰泽街道、泉秀街道、清源街道、华大街道、城东街道、东海街道、北峰街道和临海街道。

## 人口
根据(福建省)泉州市第七次全国人口普查公报显示：丰泽区常住人口为698557人，男性占比51.35%，女性占比48.65%，年龄结构中0-14岁占比17.29%，15-59岁占比72.88%，60岁以上占比9.82%，65岁以上占比6.34%。

## 交通
- 福厦铁路：泉州站
- 泉州客运中心站

## 教育
丰泽区为泉州高等学校最为集中的行政区，同时，应新区开发，泉州五中等知名学校亦在丰泽区设立分校区
主要高等院校：
- 华侨大学
- 泉州师范学院
- 黎明职业大学
- 泉州信息工程学院

主要中学：
- 泉州五中城东校区
- 泉州一中东海校区
- 泉州实验中学
- 北师大附中泉州附属中学

## 文化

### 传媒
- 泉州广播电视台
- 泉州晚报社（发行：泉州晚报、东南早报）
- 泉州广播电视报

### 非遗
- 丰泽区的蟳埔女习俗被列入国家级非物质文化遗产名录。